# Miljökonsekvensbeskrivning
Miljökonsekvensbeskrivning (MKB) används för att få en helhetssyn av den miljöpåverkan som en planerad verksamhet kan medföra. Det första landet där miljökonsekvensbeskrivningar användes var USA. Idag tillämpas nationella krav på miljökonsekvensbeskrivningar vid genomförande av olika projekt och för olika verksamheter i hela världen.
En strategisk miljöbedömning är ett överordnat arbete för att utvärdera miljökonsekvenser av en policy, en plan eller ett program och dess alternativ. Det innebär att den i sin tur kan generera ett flertal projekt för vilka miljökonsekvensbeskrivning sedan kommer att utföras.

## EU
I den europeiska unionen (EU) krävs sedan 1985 i princip miljökonsekvensbeskrivningar för alla projekt som väsentligen kan påverka miljön. Vissa undantag kan tillåtas, bland annat för projekt av betydelse för respektive lands försvarsmakt. Ursprungligen framfördes kraven i Europarådets direktiv 337 för 1985, men reglerna klargjordes och skärptes delvis av senare direktiv, bland annat för att införliva bestämmelser från Århuskonventionen. År 2021 gäller kodifieringen (sammanställningen) i Europaparlamentets och Rådets direktiv  2011/92/EU. Medlemsstaterna är skyldiga att införliva dessa direktiv i sina lagstiftningar, men har rättighet att införa strängare miljöskyddsregler än de minimikrav som direktiven föreskriver.
Artikel  3 i direktivet 92 från 2011 lyder:
Miljökonsekvensbedömningen  ska  i  varje  enskilt  fall  och  i  enlighet  med  artiklarna  4–12  på  ett  lämpligt  sätt  identifiera,  beskriva  och  bedöma  de  direkta  och  indirekta  effekterna  av  ett  projekt  beträffande
a)   människor, fauna och flora,
b)   mark, vatten, luft, klimat och landskap,
c)   materiella tillgångar och kulturarv,
d)   samspelet mellan de faktorer som anges i leden a, b och c.
Följande artiklar innehåller fler och mer detaljerade krav, och bilagor föreskriver verksamheter som skall omfattas av kraven. Bland annat anges i punkt 3 i artikel 4 att "exploatören" åtminstone skall beskriva projektet (inklusive dess lokalisering, utformning och omfattning) samt planerade åtgärder för att undvika eller minska väsentliga negativa effekter, samt tillhandahålla "de data som krävs för att påvisa och bedöma den huvudsakliga inverkan på miljön som projektet kan antas medföra".

### Sverige
Miljöbedömning är en process där syftet är att integrera miljöaspekter i planering och beslutsfattande så att en hållbar utveckling främjas. Resultatet av miljöbedömningen redovisas i ett dokument som benämns miljökonsekvensbeskrivning.
Enligt svensk lag krävs en miljökonsekvensbeskrivning för alla verksamheter som kan ha betydande påverkan på miljön. Den grundläggande regleringen finns i miljöbalkens 6 kapitel, med kompletterande bestämmelser i förordning.
En miljökonsekvensbeskrivning ska enligt lag innehålla:
1. en sammanfattning av planens eller programmets innehåll, dess huvudsakliga syfte och förhållande till andra relevanta planer och program
2. en identifiering, beskrivning och bedömning av rimliga alternativ med hänsyn till planens eller programmets syfte och geografiska räckvidd,
3. uppgifter om
  1. miljöförhållandena och miljöns sannolika utveckling om planen eller programmet inte genomförs,
  2. miljöförhållandena i de områden som kan antas komma att påverkas betydligt,
  3. befintliga miljöproblem som är relevanta för planen eller programmet, särskilt miljöproblem som rör ett sådant område som avses i 7 kap. eller ett annat område av särskild betydelse för miljön, och
  4. hur hänsyn tas till relevanta miljökvalitetsmål och andra miljöhänsyn,
4. en identifiering, beskrivning och bedömning av de betydande miljöeffekter som genomförandet av planen eller programmet kan antas medföra,
5. uppgifter om de åtgärder som planeras för att förebygga, hindra, motverka eller avhjälpa betydande negativa miljöeffekter,
6. en sammanfattning av de överväganden som har gjorts, vilka skäl som ligger bakom gjorda val av olika alternativ och eventuella problem i samband med att uppgifterna sammanställdes,
7. en redogörelse för de åtgärder som planeras för uppföljning och övervakning av den betydande miljöpåverkan som genomförandet av planen eller programmet medför, och
8. en icke-teknisk sammanfattning av 1-7.

Lagtexten reglerar inte exakt vilken omfattning beskrivningarna i MKB:n ska ha. Det avgörs i praktiken av samrådsprocessen där berörda parter får komma till tals.
I den numera upphävda förordningen om miljökonsekvensbeskrivningar framgick formellt vad som särskilt skulle beaktas i miljökonsekvensbeskrivningen. I praktiken är ändå nedan fortfarande relevant.
1. sannolikheten, varaktigheten och frekvensen av påverkan och möjligheten att avhjälpa den,
2. påverkans totaleffekt,
3. påverkans gränsöverskridande art,
4. riskerna för människors hälsa eller för miljön,
5. påverkans storlek och fysiska omfattning,
6. vilken betydelse och sårbarhet som det påverkade området har på grund av intensiv markanvändning, överskridna miljökvalitetsnormer, kulturarvet eller speciella särdrag i naturen, och
7. påverkan på områden eller natur som har erkänd nationell, gemenskaps- eller internationell skyddsstatus.[7]

#### Samråd
En viktig del av arbetet med miljökonsekvensbeskrivning är samråd. Samråd är lagstadgat och krävs för alla MKBer som görs enligt miljöbalken. Det gäller MKB för planer och program . och MKB för projekt . Samrådet syftar till att samla in information, önskemål och synpunkter som berör förslaget så att man kan ta hänsyn till synpunkterna i det fortsatta arbetet. Ett bra i tidigt samråd där man tagit hänsyn till synpunkter minskar risken för överklaganden.
Samråd sker alltid med Länsstyrelse, kommun och ofta även med statliga myndigheter och miljöorganisationer. Vad gäller allmänheten sker alltid samråd med direkt berörda, fastighetsägare eller närboende. I större projekt med betydande miljöpåverkan sker samråd med en större del av allmänheten..
Det finns olika metoder för samråd och ett vanligt sätt är att skicka brev till direkt berörda och bed dem skicka in synpunkter. Ett annat sätt är att ordna Öppet hus med information och annonsera om detta i tidningar. Vanligt är också att ställa ut skärmar på bibliotek. Det finns också metoder där människor kan vara delaktiga och bidra med förslag mer konkret. Sådana samråd sker vanligen i mer övergripande planering, ofta kallade medborgardialog, där man vill ha in kommun- eller regioninnevånares kreativa förslag. Med tiden har man insett att många aldrig deltar på Öppet hus, En metod som därmed blivit vanligare på senare tid är "uppsökande dialog" där man antingen "knackar dörr" och pratar med människor eller placerar sig där de passerar vid mataffären eller busstationen.
Ju  tidigare synpunkter på planerna kommer in till kommun eller verksamhetsutövare desto större möjlighet är det att ta hänsyn till dem i arbetet. Om det kommit in synpunkter i samrådet som ej tillgodosetts är det också enklare att överklaga senare om man inte är nöjd. Det är inte ovanligt att det uppstår protestgrupper i sent skede när arbetet kommit långt och är mycket dyrt att ändra. I många fall hade det varit betydligt enklare att anpassa om man fått in synpunkten tidigt.
För den som är intresserad av att följa vad som händer i närområdet är det inte helt lätt att få en samlad bild men kommunen har information om detaljplaner på sina webbsidor. En början till lista finns nedan.

#### Pågående planarbete
Stockholm
Uppsala
Heby